# Bazylika św. Szczepana w Jerozolimie
Bazylika świętego Szczepana w Jerozolimie – bazylika mniejsza i związany z nią klasztor Dominikanów znajdujący się na jerozolimskim Nowym Mieście przy Nablus Road
W 415 roku zostały odkryte w Jerozolimie relikwie świętego Szczepana, pierwszego męczennika chrześcijaństwa. Następnie Atena Eudokia, żona cesarza bizantyńskiego Teodozjusza II kazała wybudować bazylikę, konsekrowaną w 460 roku. W 614 roku świątynia została zniszczona przez pożar. Krzyżowcy odbudowali kościół, ale został on zniszczony ponownie w 1187 roku podczas zdobywania Jerozolimy przez Saladyna.
W 1881 roku działkę, na której znajdowały się ruiny świątyni, zakupili francuscy Dominikanie i w 1883 roku po przeprowadzonych przez nich badaniach odkryli pozostałości trójnawowej bazyliki. Na jej fundamentach zbudowali obecną świątynię, w której zachowały się stare mozaiki podłogowe.